# 久松山

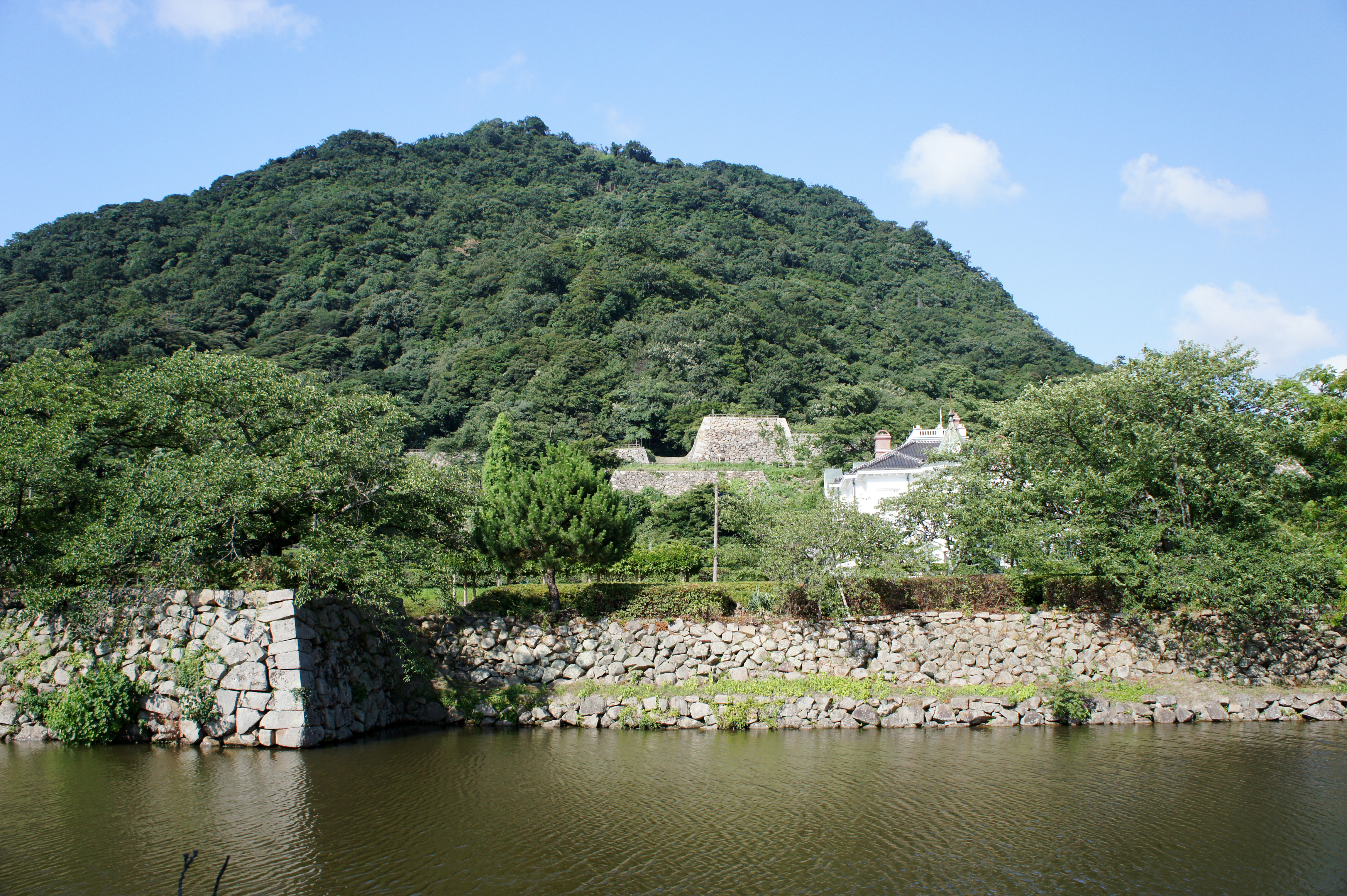
久松山、麓の仁風閣

久松山（きゅうしょうざん）は、鳥取県鳥取市にある山である。標高263m。

## 概要
久松山は鳥取市街地の東方、鳥取県庁の背後にそびえ、鳥取市を象徴する山として市民に親しまれている。麓には桜の名所である久松公園や鳥取県立博物館、仁風閣などの名所旧跡や鳥取県立鳥取西高校がある。
室町時代後期には久松山の自然地形を利用して鳥取城が築かれた。1581年（天正9年）には羽柴秀吉の長囲により、人肉まで喰らう悲惨な籠城戦を経ている。江戸時代は鳥取藩32万5千石を領する池田氏の居城となった。明治になって鳥取城は陸軍省によって解体され、山頂には本丸跡、山麓には二の丸・三の丸跡などの石垣が残る。1957年（昭和32年）には国の史跡に指定された。二の丸は桜の名所として、また久松公園は市民公園として、多くの市民に親しまれている。

## 地形・地質
久松山の山体は、おもに花崗岩から成っている。中生代白亜紀の終わり頃、約6000万年前に貫入した花崗岩が、その後の土地の隆起と浸食によって地上に姿を現した。そして北側と南側に生じた断層により、現在の地形が作られたと考えられている。このような形成過程のため、標高はさほどでもないが、かなり険しい山容を呈している。鳥取城が築かれたのも、こうした険しい地形を利用したものである。
山頂付近には玄武岩の転石が見られ、天守台の石垣にも玄武岩が用いられている。噴出した時期や噴出場所は不明であるが、かつては山頂を玄武岩の溶岩流が覆っていたと考えられる。

## 自然
シイ、カシ、ツバキなどの常緑広葉樹に覆われている。鳥取市周辺の山には常緑広葉樹林は少ないが、久松山にこうした林が残っていることは、久松山が城山として、後には史跡として手厚く保護されてきたことによる。
縄文時代は海進により久松山の麓まで海が迫っていたが、この時代の名残であるツワブキ、トベラ、オニヤブソテツも細々と生き残っている。
キノコの宝庫として知られ、170種類以上のキノコが生育し、一年中キノコの絶えることがない。
蝶類、甲虫類も豊富に生息している。山麓の長田神社、興禅寺、旧護国神社境内は、キマダラルリツバメの生息地として国の天然記念物指定を受けている。また珍蝶ヒサマツミドリシジミの第1発見地でもあるが、現在はまったく姿を見せなくなってしまった。
野鳥120種が生息する。

## 登山
二の丸から山頂へと登る中坂道、東麓の長田神社から山頂へと登る長田道の2本の主要な登山道がある。中坂道を利用すると30分、長田道を利用すると1時間ほどで山頂に到達する。山頂からは鳥取市街地、湖山池、鳥取砂丘、日本海などが望める。
1994年に発足した地元の市民グループ「久松山を考える会」により、戦国時代に城の大手道だった西坂道が復元された。ただ、かなりの急傾斜で滑りやすい箇所もあるため、西坂道を登る際には軍手や滑りにくい靴の着用など十分な装備をしてからのぞむこと。また、長田道から分岐する南坂と平和塔方面から登る北坂も整備されている。
北側の山腹には十神林道という登山可能な林道が通るが、自動車は通行禁止になっている。
近年になって、登山道付近におけるクマの目撃情報が寄せられるようになった。登山の際は、クマ除けの鈴などを携行した方がよい。

## 催事
- 久松山『大文字』- 2011年より、毎年お盆の時期に鎮魂や戦争のない平和な世界を願い開催されている。山頂にLED電球を設置し大文字を点灯している[2]。

## ロープウェー
以前は鳥取城天守の復元を見込んで久松山ロープウェーが鳥取観光株式会社により設営されていた。1969年6月1日から運行を開始。1970年に開催された大阪万博のついでにここに寄ってもらうなどの期待もあったが、立地条件の悪さもあり次第に客足が減少。1976年に廃止され、山麓駅は現在埋蔵文化センターの倉庫として利用されている。山頂駅は廃墟化しつつも休憩所として再利用されている。またロープウェーの旧山麓駅付近には登山コースはない。観光案内書などには「登山にはロープウェーが利用できる」旨の記述がなされていたり、観光地図にロープウェーや駅舎が記載されていたりするものもあるが、ロープウェーは運行されていない。